# 데이터 모델
데이터 모델(data model)은 데이터의 관계, 접근과 그 흐름에 필요한 처리 과정에 관한 추상화된 모형이다. 소프트웨어 개발과 유지, 보수의 기준이 되기 때문에 소프트웨어 공학의 중요한 이슈이다.
호버먼(Hoberman, 2009년)에 따르면 "데이터 모델은 비즈니스와 IT 전문가들 모두를 위한 길찾기 도구로서, 특정 집합의 기호들과 텍스트를 사용하여 실질 정보의 하부집합을 정확하게 설명하는데, 조직 내 의사소통을 개선시킴으로써 더 유연하고 안정적인 애플리케이션 환경으로 이끌어준다."
데이터 모델은 데이터 구조를 결정한다. 데이터 모델은 자주 그래픽 형태로 설명되는 데이터 모델링 개념에 정의되어 있다.

## 개요
대량의 정형, 비정형 데이터를 관리하는 일은 정보 시스템의 주된 기능이다. 데이터 모델은 관계형 데이터베이스와 같은 데이터 관리 시스템에서 기억장치를 위한 정형 데이터를 기술한다. 이들은 일반적으로 워드 처리 문서, 이메일 메시지, 사진, 디지털 오디오, 비디오와 같은 비정형 데이터를 가리키지는 않는다.

### 3가지 관점
1975년 ANSI에 따르면 데이터 모델 인스턴스(instance)는 세 가지 종류를 이룬다:
- 개념적 데이터 모델
- 논리적 데이터 모델
- 물리적 데이터 모델

## 종류
- 데이터베이스 모델
- 데이터 구조 다이어그램
- 개체-관계 모델
- 지질학적 데이터 모델
- 제네릭 데이터 모델
- 시맨틱 데이터 모델

## 같이 보기
- 데이터 모델링
- 통합 모델링 언어
- 자료 구조
- 메타데이터
- 비정형 데이터

## 참조
1. ↑  “"Data Modeling Made Simple 2nd Edition", Steve Hoberman, Technics Publications, LLC 2009”. 2011년 10월 8일에 원본 문서에서 보존된 문서. 2011년 9월 13일에 확인함.
2. ↑  Michael R. McCaleb (1999). "A Conceptual Data Model of Datum Systems" 보관됨 2008-09-21 - 웨이백 머신. National Institute of Standards and Technology. August 1999.
3. ↑  American National Standards Institute. 1975. ANSI/X3/SPARC Study Group on Data Base Management Systems; Interim Report. FDT (Bulletin of ACM SIGMOD) 7:2.